# Cesare Penna
Cesare Penna (Lecce 1607-ca. 1697) arquiteto e escultor italiano, fez inúmeras contribuições para as obras arquitetónicas barrocas de Lecce e Salento trabalhando no campo da decoração escultórica, intervindo tanto na arquitetura externa quanto nos detalhes internos de várias igrejas. A sua primeira grande obra-prima foi a construção da Igreja de Santa Teresa em Lecce. Também na cidade de Salento, criou os altares de San Carlo Borromeo e Sant'Andrea Apostolo na Duomo e dois outros altares na Basílica de Santa Cruz. Outras obras de Penna podem ser admiradas em Maglie (portal da Igreja da Madonna delle Grazie - 1648), em Salve e em Martina Franca (estátua de madeira Cristo da Coluna na Igreja de San Francesco di Paola).